# Куликкья, Джузеппе
Джузеппе Куликкья (родился 30 апреля 1965 года, Турин, Италия) — итальянский писатель, киносценарист, журналист.

## Биография
Джузеппе Куликкья родился в Турине в 1965 году.
Учился на философском факультете Туринского университета. Затем проходил альтернативную службу. В 23-летнем возрасте Джузеппе уехал в Лондон.
В 1994 году написал свой первый роман «Всё равно тебе водить» («Tutti giu' per terra»), который получил две престижные литературные премии («Монблан» и «Гринцане Кавур»). В 1997 году по этому роману режиссёр Давиде Феррарио снял художественный фильм.
Джузеппе Куликкья сотрудничает с разными периодическими изданиями в качестве журналиста и считается одним из самых оригинальных авторов итальянской прозы. Его книги переведены на многие языки мира, изданы в России, Германии, Голландии, Испании, Греции, Франции.

## Награды и премии
- 1995 — Премия Гринцане Кавур